# Иллиес, Флориан
Флориан Иллиес (нем. Florian Illies; род. 4 мая 1971) — немецкий художественный критик, публицист, писатель, автор бестселлера «1913. Лето целого века» (1913: Der Sommer des Jahrhunderts. — 2012), переведённого на несколько языков.

## Биография
Флориан Иллиес — младший из четырёх детей биолога Иоахима Иллиеса и его жены Хельги. Изучал историю искусства и современную историю в Бонне и Оксфорде, работал редактором разделов культуры нескольких крупных немецких газет и журналов, таких как Frankfurter Allgemeine Zeitung и Die Zeit. Основатель художественного журнала Monopol, автор бестселлера «Поколение Golf» (Generation Golf, 2000) — полного самоиронии портрета европейской молодежи 1980-х годов. В 2011 году Иллиес стал партнёром берлинского аукционного дома Villa Grisebach. В январе 2019 года вступил в должность управляющего директора издательства Rowohlt Verlag.

## «Лето целого века»
Наибольшую известность Иллиесу принесла работа «1913. Лето целого века», написанная в жанре литературного монтажа; критики также отмечали сходство «1913» с газетным репортажем. Книга представляет собой помесячную хронику 1913 года, где описываются события в жизни исторических деятелей и деятелей культуры. В 2021 году автор опубликовал «Любовь в эпоху ненависти», написанную в том же жанре, как своеобразное продолжение.

## Основные работы
- Generation Golf. Eine Inspektion. 13. Aufl. S. Fischer, Frankfurt am Main 2011, ISBN 978-3-596-15065-6 (Erstauflage 2000).
- 1913: Der Sommer des Jahrhunderts. S. Fischer, Frankfurt am Main 2012, ISBN 978-3-10-036801-0, русский перевод: Иллиес Ф. Лето целого века / Пер. С. Ташкенова. М.: Ad Marginem, 2021
- Gerade war der Himmel noch blau: Texte zur Kunst, S. Fischer, Frankfurt am Main 2017, ISBN 978-3-10-397251-1, русский перевод: Иллиес Ф. А только что небо было голубое. Тексты об искусстве / Пер. В. Серова. М.: Ad Marginem, 2019 ISBN 978-5-91103-481-8
- 1913. Was ich unbedingt noch erzählen wollte. S. Fischer, Frankfurt am Main 2018, ISBN 978-3-10-397360-0. русский перевод: Иллиес Ф. 1913. Что я на самом деле хотел сказать. (1913. Was ich unbedingt noch erzählen wollte. S. Fischer, Frankfurt am Main, 2018)[8].
- Liebe in Zeiten des Hasses. Chronik eines Gefühls 1929—1939. S. Fischer, Frankfurt am Main 2021, ISBN 978-3-10-397073-9, русский перевод: Иллиес Ф. Любовь в эпоху ненависти. Хроника одного чувства, 1929-1939 / пер. В. Серова. М.: Ad Marginem, 2022 ISBN 978-5-91103-623-2
- Zauber der Stille. Caspar David Friedrichs Reise durch die Zeiten S. Fischer, Frankfurt am Main 2023, ISBN 978-3-10-397252-8, русский перевод: Иллиес. Ф. Магия тишины. Путешествие Каспара Давида Фридриха сквозь время / пер. В. Серова. М.: Ad Marginem, 2024, ISBN 978-591103-792-5